# 血管紧张素II受体拮抗剂

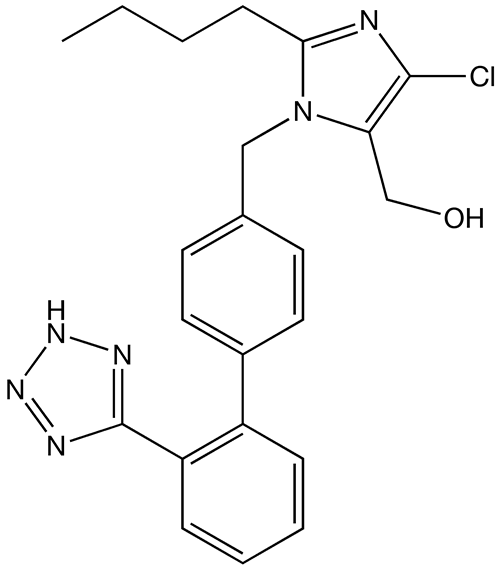
洛沙坦,第一种ARB

血管紧张素II受体拮抗剂（Angiotensin II receptor antagonist），也被称为血管紧张素受体阻滞剂（angiotensin receptor blockers, ARBs)或AT1受体拮抗剂，是一类作用于肾素-血管紧张素系统的药物。主要应用于治疗高血压、糖尿病肾病和充血性心力衰竭。

## 结构
洛沙坦（Losartan）、缬沙坦（Valsartan）、厄贝沙坦（Irbesartan）、奥美沙坦（olmesartan）和坎地沙坦（Candesartan）都包含四氮唑基(由四个氮原子和一个碳原子做成的环)。洛沙坦、厄贝沙坦、奥美沙坦、坎地沙坦和泰米沙坦包含一或两个咪唑基。

## 作用机制
这一类药物作为拮抗剂阻断血管紧张素1型受体（AT1受体）的激活。阻断AT1受体可直接引起血管舒张、血管升压素分泌减少、醛固酮合成及分泌减少等等，综合作用使血压下降。
每一种ARB类药物的药效都取决于药代学和药动学的三个参数：
① 升压抑制：该参数关系到用药量或对血管紧张素II升压反应的抑制程度。以下是美国FDA要求的处方药包装说明书（Package Insert）中列出的24小时后各种ARB的抑制效果：
- 缬沙坦 80mg 30%
- 替米沙坦 80mg 40%
- 洛沙坦 100mg 25－40%
- 厄贝沙坦 150mg 40%
- 厄贝沙坦 300mg 60%
- 奥美沙坦 20mg 61%
- 奥美沙坦 40mg 74%

② AT1受体亲和力：亲和力关系到药物对AT1受体特异性结合，美国FDA要求的处方药包装说明书中列出的AT1受体亲和力如下（该数据指该药物选择性作用于AT1与AT2的比值）：
- 洛沙坦  1,000倍
- 替米沙坦 3,000倍
- 厄贝沙坦 8,500倍
- 奥美沙坦 12,500倍
- 缬沙坦 20,000倍

③ 代谢半衰期：美国FDA要求的处方药包装说明书中列出数据如下：
- 缬沙坦 6小时
- 洛沙坦 6－9小时
- 厄贝沙坦 11－15小时
- 奥美沙坦 13小时
- 替米沙坦 24小时

以上3个参数对于具体选择一种的ARB药物很重要。

## 临床应用
血管紧张素II受体拮抗剂主要应用于治疗高血压，特别是用于同时患有心脏衰竭、心肌梗塞后、糖尿病肾病、蛋白尿/微白蛋白尿、左心室肥厚、心房颤动、代谢综合征、对ACEI不耐受的患者。ARB并不抑制缓激肽或其他激肽的分解，也很少引起ACEI治疗中常有的干咳和/或血管性水肿。近来，ARB（尤其是坎地沙坦）也被用于治疗ACEI不耐受患者的心力衰竭。已有临床试验数据显示厄贝沙坦和洛沙坦对治疗并发2型糖尿病的高血压有益，并可能延缓糖尿病肾病的进展。坎地沙坦还被经验性用于预防治疗偏头痛。
其中一些药物具有促进尿酸排泄作用。

## 不良反应
多数患者对该类药物有良好的耐受性。常见的药物不良反应有：晕眩、头痛、高钾血症。治疗中罕见的不良反应有：首剂直立性低血压、皮疹、腹泻、消化不良、肝功能异常、肌痉挛 、肌痛、背痛、失眠、血色素降低、肾功能损伤、咽炎和鼻塞等。

## 外部連結
- 醫學主題詞表（MeSH）：Angiotensin+II+Type+1+Receptor+Blockers